# Bozduganovo, Stara Zagora
Bozduganovo (în bulgară Боздуганово) este un sat în comuna Radnevo, regiunea Stara Zagora,  Bulgaria. 

## Demografie
Componența etnică a satului Bozduganovo
     Bulgari (83,98%)
     Romi (14,78%)
     Nicio identificare (1,23%)
     Altele (0%)
La recensământul din 2011, populația satului Bozduganovo era de 487 locuitori. Din punct de vedere etnic, majoritatea locuitorilor (83,98%) erau bulgari, cu o minoritate de romi (14,78%). Pentru 1,23% din locuitori nu este cunoscută apartenența etnică.